# Henry Spencer, I conte di Sunderland
Henry Spencer, I conte di Sunderland (Althorp, 23 novembre 1620 – Newbury, 20 settembre 1643), è stato un militare inglese, realista che morì durante la guerra civile inglese combattendo per la causa del re.

## Biografia
Nacque il 23 novembre 1620 da William Spencer e da sua moglie Penelope Wriotheslay, nella residenza avita di Althorp, vicino al villaggio di Brington, Northamptonshire, nella cui chiesa venne battezzato. Seguì le orme del padre, entrando al Magdalen College di Oxford, dove si laureò con il titolo prestigioso di Master of Arts (M.A.) nel 1636; il 19 novembre dello stesso anno succedette al padre nel titolo di terzo barone di Wormleighton, accedendo così alla Camera dei Lords.

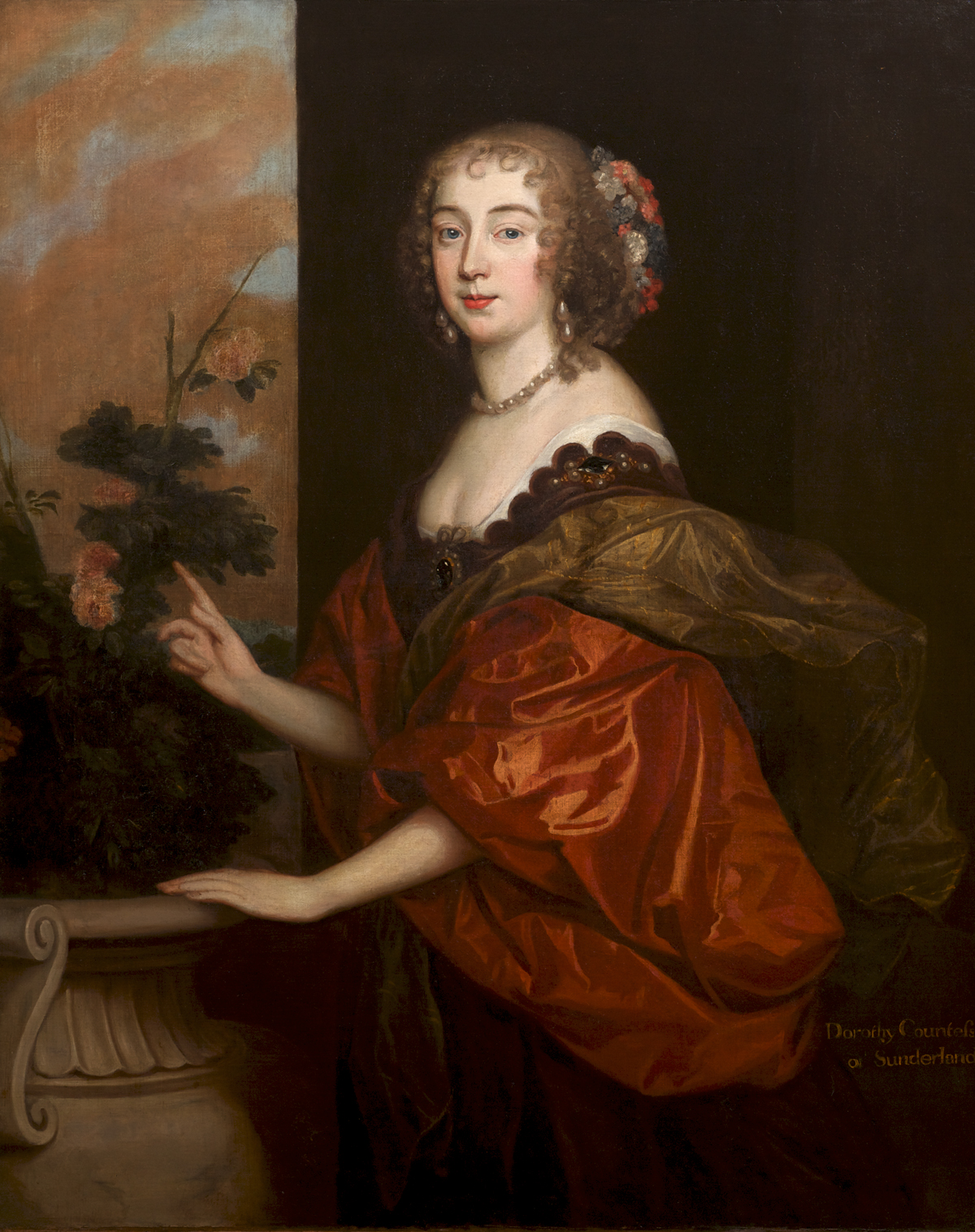
Dorothy, contessa di Sunderland, (Antoon van Dyck)

Il 20 luglio 1639 sposò a Penshurst Place lady Dorothy Sidney, figlia di Robert Sidney, II conte di Leicester, la quale aveva precedentemente rifiutato la mano a Edmund Waller: fu un matrimonio felice, allietato dalla nascita di tre figli. Due le femmine, lady Dorothy, che sposò George Savile, I marchese di Halifax, lady Penelope, morta nubile, e un maschio, chiamato Robert come il bisnonno, che sarà il II conte di Sunderland e una importante figura politica nella seconda metà del XVII secolo in Inghilterra. Tra il 1641 e il 1642 Henry Spencer ricoprì la carica di luogotenente del Northamptonshire per investitura del Parlamento. Lord Spencer si mise in mostra come partigiano di re Carlo I durante la guerra civile che vide contrapposte le forze monarchiche a quelle parlamentari guidate da Oliver Cromwell. Nel 1642 prese parte alla battaglia di Edgehill, in seguito alla quale venne ricompensato con l'investitura a conte di Sunderland, segnando così una nuova progressione della sua famiglia nella gerarchia nobiliare (anche se per ottenere la nomina dovette sborsare 3.000 sterline); all'interno dell'esercito regio, i Cavaliers, come venivano chiamati, poteva inoltre contare sull'appoggio dello zio, il conte di Southampton, uno dei leader della fazione monarchica.
Il 5 settembre del 1642, insieme a lord Falkland, guidò una delegazione regia incaricata di trasmettere al Parlamento le proposte di conciliazione del re. Combatté in seguito all'assedio di Gloucester, nell'agosto del 1643, e a Newbury, il 20 settembre successivo, dove trovò la morte, a soli 23 anni, colpito da una palla di cannone. Il cronista Cokayne riferisce che, secondo lord Clarendon, Spencer fu: «un signore di grande fortuna, giovane età e precoce giudizio; che senza avere un comando nell'esercito, si pose al servizio della persona del Re sotto l'obbligo dell'onore; e lanciandosi quel giorno tra le truppe del Re come volontario, prima che queste caricassero fu sbalzato via da una palla di cannone».

### Matrimonio
Sposò, il 20 luglio 1639, Dorothy Sidney, figlia di Robert Sidney, II conte di Leicester. Ebbero tre figli:
- Lady Dorothy Spencer (1640–1670), che sposò il George Savile, I marchese di Halifax, ebbero due figli;
- Robert Spencer, II conte di Sunderland (1641–1702);
- Lady Penelope Spencer (1644–1645).

Dopo la morte del conte, la moglie Dorothy si ritirò con i figli presso la residenza della sua famiglia a Penshurst Place nel Kent; si risposò nel 1652 con sir Robert Smythe, dal quale ebbe un altro figlio, anch'egli chiamato Robert; la sua morte, nel 1684, fu probabilmente dovuta al dolore provocatole dalla morte del fratello Algernon, condannato a morte per la sua opposizione alla Restaurazione di Carlo II.